# Соколков, Евгений Алексеевич
Евгений Алексеевич Соколков (7 июня 1949, Липецкая область — 18 февраля 2021) — доктор педагогических наук, профессор, действительный член Академии социальных наук РФ. Ректор Новосибирского гуманитарного института (1993-2016).

## Краткая биография
Родился 7 июня 1949 год в Липецкой области (Лев Толстовский район, с-х «Гагаринский»).
- Обучался в Ленинградском высшем военно-политическом училище МВД СССР (1974) и в Военной политической академии имени В. И. Ленина (1981)[3]. Служил в частях и соединениях ВВ МВД СССР Туркестанского округа[2].
- с 1984 года служил в Новосибирском высшем военном командном училище МВД СССР (преподаватель, заместитель начальника учебного отдела по научной работе училища)
- в 1990 году окончил аспирантуру в институте истории, филологии и философии СО АН СССР[2]
- в ноябре 1992 года избран ректором Новосибирского гуманитарного института

Председатель совета ректоров Ассоциации негосударственных вузов г. Новосибирска и Сибирского Федерального округа, президент филиала Академии проблем безопасности, обороны и правопорядка по Западно-Сибирскому региону.
Автор более 150 научно-методических работ, включая более 21 монографий, учебников и учебных пособий.

## Награды и звания
- Действительный член Академии социальных наук РФ[1]
- Академик Академии проблем безопасности, обороны и правопорядка[4]
- Почетный работник высшего профессионального образования Российской Федерации (2000)[3]
- Медаль «За укрепление российской науки»[2]
- Почётный знак «Ректор года—2004»
- Член Экспертного Совета комитета по образованию Государственной думы[3]
- Советник губернатора Новосибирской области по гуманитарным вопросам